# Mono Verlag
Der Mono Verlag ist ein österreichischer Verlag für Hörbücher mit Sitz in Wien. Er wurde 2008 von dem Schauspieler Till Firit und dem Journalisten Ben Firit gegründet. Seit 2012 firmiert der Verlag als Mono Verlag OG.

## Programm
Anfänglich publizierte der Verlag vor allem Klassiker und Werke junger Autoren. Nach der Umgründung in die Mono Verlag OG im Jahr 2012 umfasst das Verlagsprogramm auch Belletristik, Kriminalliteratur und Sachbücher. Der verlegerische Schwerpunkt des Verlags liegt auf Hörbüchern von österreichischen Autoren. Der Verlag hat Schriftsteller und Schauspieler wie Clemens Berger, Katharina Stemberger, Gerhard Loibelsberger, Claudia Rossbacher und Martin Ploderer im Programm.